# 道助入道親王
道助入道親王（1196年11月7日—1249年2月28日），俗名長仁，是日本鎌倉時代初期的皇族，生父母是後鳥羽天皇及藤原重子，順德天皇和土御門天皇的異母兄弟。

## 履歷
正治元年（1199年）接受親王宣下，到建永元年（1206年）他隨道法法親王去仁和寺出家及受戒，建曆二年（1212年）接受傳法灌頂。道法法親王死後，他在建保二年（1214年）繼承仁和寺第8代門跡。父親後鳥羽上皇進行承久之亂時為他祈禱，其後後鳥羽上皇遭流放隱岐，他因為已出家而免去懲罰，同時以鎌倉幕府意向將仁和寺門跡讓給後堀河天皇兄長道深法親王，36歲時他在高野山隱遁。
| 宗教頭銜          | 宗教頭銜         | 宗教頭銜          |
| ----------------- | ---------------- | ----------------- |
| 前任： 道法法親王 | 仁和寺門跡 第8世 | 繼任： 道深法親王 |